# Van Hool ExquiCity
Le Van Hool ExquiCity (ou Exqui.City) est un modèle de trolleybus ou d'autobus hybride, conçu et fabriqué par Van Hool depuis 2011. Il est destiné principalement au marché des lignes BHNS.

## Histoire
Sa production a commencé en 2011.

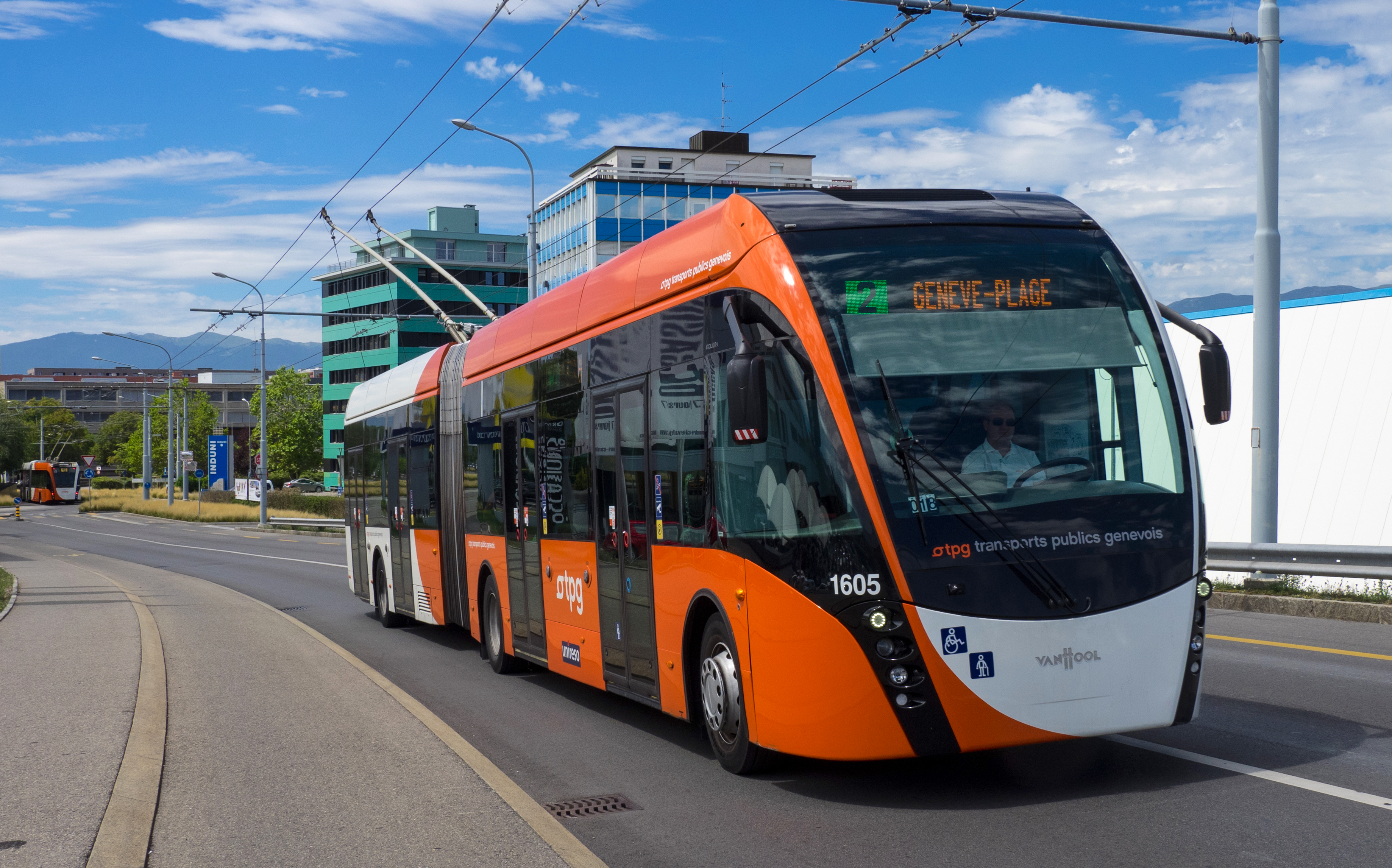
Version trolleybus 18 mètres

La gamme ExquiCity a été présentée par Van Hool en avril 2011 lors du congrès de l'UITP à Dubaï, où une maquette échelle 1 était présentée. Un premier ExquiCity 18 en version trolley aux couleurs de Parme a été présenté au salon Buswolrd en octobre 2011 à Courtrai. Enfin, un ExquiCity 24 hybride aux couleurs de Metz a été présenté en juin 2012 au salon de l'UTP à Paris. Ce dernier a la particularité de posséder des faces avant et arrière spécifiques au BHNS de Metz.

## Modèles

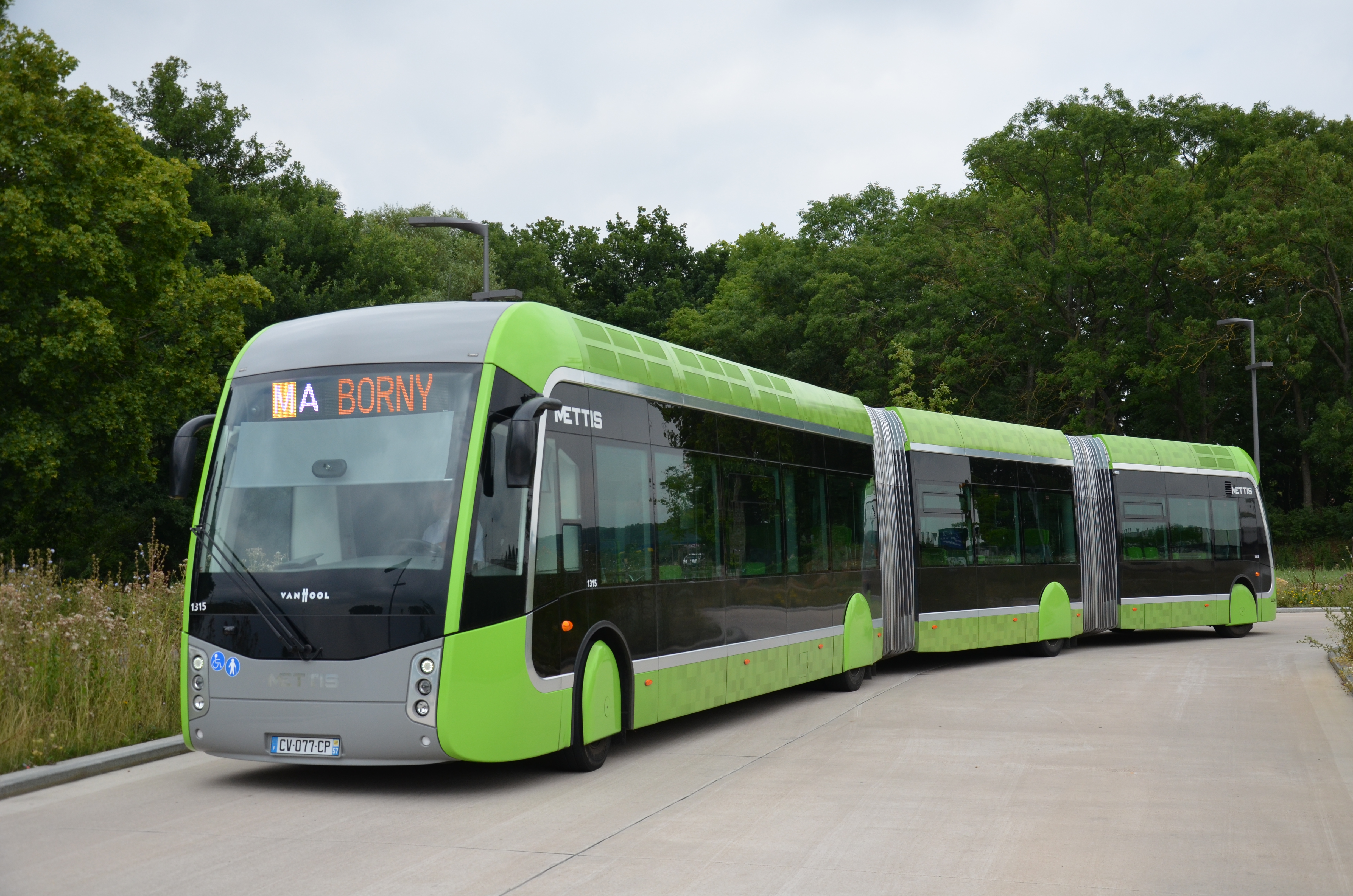
Version en service sur le Mettis de Metz

- L'Exquicity est décliné d'une part en 2 longueurs :
  - 18 Articulé 18 mètres
  - 24 Bi-articulé 24 mètres
- Et différents types de motorisations :
  - Electric : électrique autonome à batteries
  - Trolleybus : électrique trolleybusVersion en service sur le Transport collectif en site propre de Martinique
  - Hybrid : hybride diesel

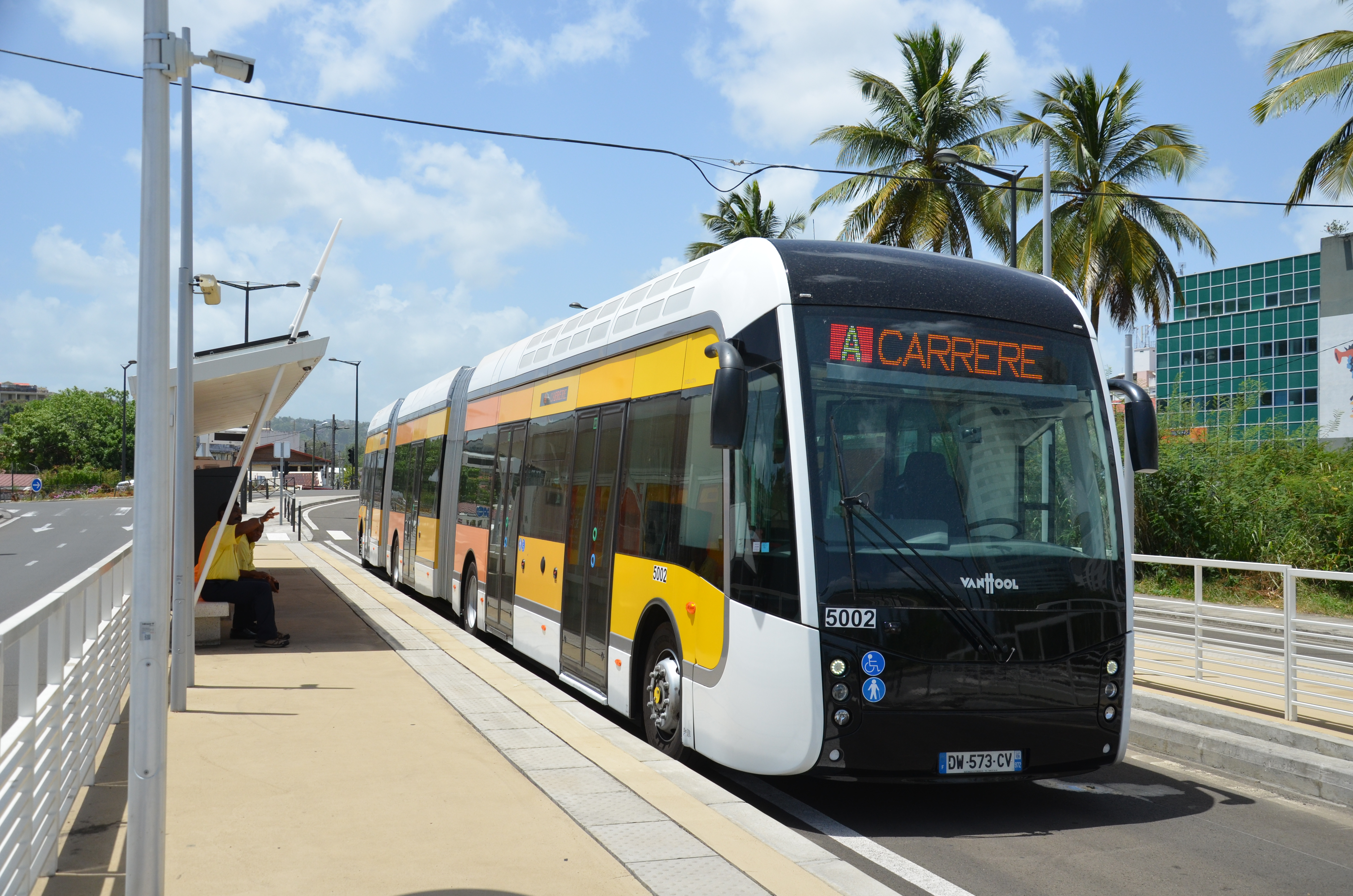
Version en service sur le Transport collectif en site propre de Martinique

  - Hybrid : hybride gaz naturel (GNV)
  - Hydrogen : hydrogène via une pile à combustible

Dans le cadre du projet Mettis, Van Hool a développé un design spécifique conforme aux exigences de l'autorité organisatrice du réseau de Metz qui peut également être demandé en option pour les autres réseaux.

## Caractéristiques

### Motorisation hybride
La motorisation hybride emploie le système Siemens ELFA pour les bus hybrides.
| Carburant                    | Diesel                         | Diesel                         | Diesel                         | Diesel                         | Gaz naturel                    | Gaz naturel                    |
| Moteur                       | Cummins ISB6.7                 | Cummins ISB6.8 E6250B          | MAN D0836 LOH61                | MAN D0836 LOH60                | MAN D0836 LOH04                | Fiat FPT                       |
| Norme pollution              | Euro 6                         |                                | EEV                            | EEV                            | Euro 6                         | Euro 6                         |
| Puissance                    | 209 kW (284PS)                 | 187 kW (254PS)                 | 184 kW (250PS)                 | 213 kW (290PS)                 | 206 kW (280PS)                 | 250 kW (339PS)                 |
| Génératrice                  | Siemens 1FV5168                | Siemens 1FV5168                | Siemens 1FV5168                | Siemens 1FV5168                | Siemens 1FV5168                | Siemens 1FV5168                |
| Type                         | Synchrone à aimants permanent. | Synchrone à aimants permanent. | Synchrone à aimants permanent. | Synchrone à aimants permanent. | Synchrone à aimants permanent. | Synchrone à aimants permanent. |
| Puissance                    | 180 kW à 3 000 tr/min          | 180 kW à 3 000 tr/min          | 180 kW à 3 000 tr/min          | 180 kW à 3 000 tr/min          | 180 kW à 3 000 tr/min          | 180 kW à 3 000 tr/min          |
| Voltage                      | 650 V                          | 650 V                          | 650 V                          | 650 V                          | 650 V                          | 650 V                          |
| Vitesse maximale de rotation | 4 000 tr/min                   | 4 000 tr/min                   | 4 000 tr/min                   | 4 000 tr/min                   | 4 000 tr/min                   | 4 000 tr/min                   |
| Refroidissement              | Eau-glycol                     | Eau-glycol                     | Eau-glycol                     | Eau-glycol                     | Eau-glycol                     | Eau-glycol                     |
| Masse                        | 180 kg                         | 180 kg                         | 180 kg                         | 180 kg                         | 180 kg                         | 180 kg                         |

| Moteur électrique            | Siemens 1DB2016                | Siemens 1DB2022                | Siemens 1DB2024                |
| Type                         | Synchrone à aimants permanent. | Synchrone à aimants permanent. | Synchrone à aimants permanent. |
| Puissance                    | 160 kW à 1 500 tr/min          | 200 kW à 1 500 tr/min          | 320 kW à 1 500 tr/min          |
| Voltage                      | 650 V                          | 650 V                          | 750 V                          |
| Vitesse maximale de rotation | 3 500 tr/min                   | 3 500 tr/min                   | 3 500 tr/min                   |
| Refroidissement              | Eau-glycol                     | Eau-glycol                     | Eau-glycol                     |
| Masse                        |                                | 480 kg                         | 500 kg                         |
| Nombre                       | 2 par véhicule                 | 1 par véhicule                 | 1 par véhicule                 |

### Motorisation trolleybus
| Moteur                       | TSA TMF 35-28-4 | TSA TMF 37-21-4 |
| Puissance                    | 120 kW à 1 705 tr/min | 180 kW à 2 039 tr/min |
| Vitesse maximale de rotation | 3 347 tr/min | 4 800 tr/min |
| Masse                        | 350 kg | 305 kg |
| Nombre                       | 2 par véhicule | 2 par véhicule |
| Disposition                  | - Version de 18 mètres : à gauche, devant l'essieu n°2 et derrière l'essieu n°3 - Version de 24 mètres : à gauche, devant l'essieu n°2 et 3 | - Version de 18 mètres : à gauche, devant l'essieu n°2 et derrière l'essieu n°3 - Version de 24 mètres : à gauche, devant l'essieu n°2 et 3 |

## Production
| Illustration | Réseau                      | Modèle                | Détails                          | Nombre | Numéros                 | Livraison                           | Remarques                                                 |
| ------------ | --------------------------- | --------------------- | -------------------------------- | ------ | ----------------------- | ----------------------------------- | --------------------------------------------------------- |
|              | Linz                        | 24 Trolley            |                                  | 20     | 221-240                 |                                     |                                                           |
|              | Hambourg Hamburger Hochbahn | 18 Electric           |                                  | 2      |                         |                                     |                                                           |
|              | Flandre - De Lijn           | 24 Hybrid Diesel      |                                  | 14     | 2349-2362               | 2019                                |                                                           |
|              | Barcelone                   | 24 Hybrid Diesel      |                                  | 3      |                         |                                     |                                                           |
|              | Martinique                  | 24 Hybrid Diesel      | Design Mettis.                   | 14     |                         | 2015                                |                                                           |
|              | Metz                        | 24 Hybrid Diesel      | Design Mettis                    | 30     | 1301 à 1327 2001 à 2003 | 2013 2020                           | Utilisation pour les lignes Mettis                        |
|              | Nîmes                       | 24 Hybrid GNC         | Design fait par Michel Tombereau | 10     | 710 à 720               | Novembre/Decembre 2019 Janvier 2020 | Utilisation pour la ligne T2 du BHNS de Nîmes             |
|              | Pau                         | 18 Hydrogen           | Design Mettis.                   | 8      |                         | 2019                                | Utilisation pour la ligne Fébus                           |
|              | Belfast                     | 18 Hybrid Diesel      | Conduite à gauche.               | 30     |                         |                                     |                                                           |
|              | Parme                       | 18 Trolley            |                                  | 9      |                         |                                     |                                                           |
|              | Luxembourg - Sales-Lentz    | 24 Hybrid Diesel      |                                  | 5      |                         |                                     |                                                           |
|              | Malmö                       | 24 Hybrid Gaz         |                                  | 15     |                         |                                     |                                                           |
|              | Bergen                      | 24 Hybrid Gaz         |                                  | 2      |                         |                                     |                                                           |
|              | Trondheim                   | 24 Hybrid Diesel      |                                  | 58     |                         |                                     |                                                           |
|              | Genève - TPG                | 18 Trolley, série 301 |                                  | 33     | 1601 à 1633             | 2014                                | Utilisation sur les lignes 2,3,6,7,10 et 19 de trolleybus |
|              | Genève - TPG                | 18 Trolley            |                                  | 23     | 1634 à 1656             | 2021-                               | Utilisation sur les lignes 2,3,6,7,10 et 19 de trolleybus |